# شعوب ناخ
شعوب ناخ (بالإنجليزية: Nakh peoples)‏ هي مجموعة من شعوب شمال القوقاز تم تحديدها من خلال استخدامهم للغات ناخ والتشابهات الثقافية الأخرى. هؤلاء هم بشكل رئيسي الإثنية الشيشانية (بما في ذلك العرق الشيشاني الفرعي، والكيست، في جورجيا)، وشعوب الإنغوش والباتس في شمال القوقاز، بما في ذلك الجماعات الثانوية أو التاريخية ذات الصلة الوثيقة.